# Christophorus Anton Krafft
Christophorus Anton Krafft (* 4. November 1693 zu Ehingen an der Donau; † 5. August 1765 ebenda) war Syndikus der Stadt Ehingen und Landesdeputierter der schwäbisch-österreichischen Landstände. Er ist ein Nachkomme des schon im 12. Jahrhundert urkundlich erwähnten adligen Geschlechtes der Krafft von Festenberg auf Frohnberg.